# Chandannagar
Chandannagar (francese Chandernagor) è una suddivisione dell'India, classificata come municipal corporation, di 162 166 abitanti, situata nel distretto di Hooghly, nello stato federato del Bengala Occidentale. In base al numero di abitanti la città rientra nella classe I (da 100 000 persone in su).

## Geografia fisica
La città è situata a 22° 52' 9 N e 88° 22' 38 E e ha un'altitudine di 9 m s.l.m.

## Società

### Evoluzione demografica
Al censimento del 2001 la popolazione di Chandannagar assommava a 162 166 persone, delle quali 84 222 maschi e 77 944 femmine. I bambini di età inferiore o uguale ai sei anni assommavano a 12 972, dei quali 6 690 maschi e 6 282 femmine. Infine, coloro che erano in grado di saper almeno leggere e scrivere erano 126 855, dei quali 68 846 maschi e 58 009 femmine.